# ゲゲゲの鬼太郎 おばけナイター
『ゲゲゲの鬼太郎 おばけナイター』（ゲゲゲのきたろう おばけナイター）は、東映アニメフェアの一編として1997年3月8日に公開された『ゲゲゲの鬼太郎』（第4シリーズ）の映画作品。
『ゲゲゲの鬼太郎』の映画作品としては通算6作目で第4シリーズでは2作目となる。鬼太郎シリーズの劇場版は強力な敵妖怪とのバトルをメインとした作品がほとんどであるが、本作に登場する妖怪は鬼太郎と仲間たちのみで明確な「敵妖怪」が登場しない異色作となっている。
配給は東映。上映時間は30分。原作は『週刊少年マガジン』1966年掲載の「おばけナイター」。
本作は映画シリーズでは初めて、オープニング前にプロローグが存在（副題『おばけナイター』はそのプロローグにクレジット）、またシリーズで初めて「東映マーク」（荒磯に波）の後に「東映アニメーションマーク」（『長靴猫シリーズ』のペロ）がクレジットされた。
2007年8月3日発売の「ゲゲゲの鬼太郎 THE MOVIE」および2009年8月7日発売の「ゲゲゲの鬼太郎 THE MOVIES 3」に収録。

## ストーリー
かつて、本塁打の神様と呼ばれていたある野球選手がホームランを打ちまくるが、試合中に突如死んでしまう。彼が使ったバットは必ずホームランが打てるが、その代わりに使い続けると魂を吸い取られてしまう「妖怪バット」だった。その存在を危ぶんだ鬼太郎は「これは人間が使う物じゃないんだ」とバットを持ち去り、封印する。
三太郎が所属する野球チームの「バトラーズ」は、連戦連敗というあまりの弱さに周囲からは「ブータレーズ」と呼ばれ、監督にも見放されていた。三太郎は今まで一度もボールをバットに当てたことがなく、いつもキャプテンの純に叱られてばかりいる。ある日、慎率いるファイターズとの試合に負けたバトラーズは散々馬鹿にされ、三太郎は純に「お前のせいで試合に負け続けている」の理由でバトラーズをクビとまで言われてしまった。
三太郎は一度でいいからホームランを打ちたかったと途方にくれながら家に帰る途中、ねずみ男に出会った。ねずみ男は4丁目4番地を捜しているという。そんな住所は無いはずと首をかしげる三太郎だが、その直後、ねずみ男は4丁目4番地を見つける。そしてその角を4回まわると、墓がありその中に鬼太郎が封印した妖怪バットがあった。妖怪バットを手に入れた三太郎は選手としてバトラーズに復帰、ねずみ男が監督に就任したバトラーズは、見事にファイターズを破り初勝利を挙げ、全打席ホームランのミラクル少年野球チームとして話題となってしまった。
鬼太郎は偶然街頭テレビにバトラーズとねずみ男と妖怪バットが映っているのを見て、封印が破られたことを察し、妖怪バットを取り返そうと三太郎たちの前に現れる。しかし忠告を信じない純をはじめ、バトラーズの面々が渋ったため「野球で決着を着けよう。ただし三太郎たちが負けたら魂をもっていく」と提案する。
夜の墓場で鬼太郎チームとバトラーズのナイターが始まった。鬼太郎は試合前に「妖怪は人間の魂が大好物」とわざと三太郎たちに恐怖心を植えつける。しかも鬼太郎たち妖怪相手には妖怪バットは効かず、ホームランも打てないバトラーズは必死になる。両チーム無得点のまま試合が続き、ねこ娘が打ったボールが割れ鬼太郎チームに1/2点が入る。納得いかないねずみ男が「もう一回攻撃させてくれ」と頼み、鬼太郎はあと一回の条件で承諾する。ツーアウトで三太郎が妖怪バットを使わず普通のバットで攻撃に出るが三振。試合は鬼太郎チームの勝利に終わってしまう。
責任を感じた三太郎は魂を取るのは自分だけにしてくれと懇願するが、元々魂を取るつもりはなかった鬼太郎たちは謝罪する彼らから妖怪バットの返却だけに留め、夜明けと共に去っていく。妖怪バットを失ったバトラーズだが勝つことよりも一生懸命に努力することが大切だと気付き、三太郎は改めてチームの一員として認められた。バトラーズは一から練習に励み直し、三太郎は遂に試合でボールをバットに当てることができ、その様子を鬼太郎たちが見守っていた。

## 登場人物

### 鬼太郎とその仲間
鬼太郎
かつて妖怪バットを封印したが、封印が破られた妖怪バットを取り返すべくバトラーズに試合を挑む。
目玉おやじ
監督を務める。
ねずみ男
バトラーズの監督を務める。終盤は自ら打席に立ったが三振して腰を痛め、エピローグでも添木を巻いていた。
砂かけ婆
守備では砂かけを活かし球を捕るなど役立った。
ねこ娘
守備では素早さを活かし、打席では唯一の得点を取った（ねずみ男からの買収に怒って拒絶の引っかきをしながら打ったため、球が真っ二つになって片方だけ場外へ飛び、1/2点加算された）。
子泣き爺
反応が鈍く、あまり役に立たなかった。
一反木綿
試合中も空を飛ぶ。
ぬりかべ
代打として強力なバッティングを披露。
傘化け
打席で頭上に打ち上げたボールを自分の上で回す芸を披露するが、自分の打球に最初に触ったのでアウト。
輪入道
打席ではボールを燃やし、アウト。
風神
打席ではバットを使わず風でボールを飛ばし、反則でアウト。
球妖怪
大量の目と口がついた球体の妖怪。審判を務めており、女性的な口調で話す。公平な性格で妖怪仲間であっても依怙贔屓することなく真面目に審判を行った。
小豆とぎ
笊を持ちながら歌い、守備でも笊で捕球した。打席では見逃し三振となった。
小豆はかり、畑怨霊、化け草履、呼子、油すまし、雨ふり小僧、夜行さん、小豆婆、白うねり、猫又、火車、姥火
試合を観戦しに来た妖怪たち。

### バトラーズ
少年野球チーム。あまりの弱さに他の野球チームから「ブータレーズ」と呼ばれているが、チーム全体が真面目に練習に取り組んでいないのが原因。鬼太郎チームとの試合で努力することの大切さに気付き、真面目に練習に取り組むようになった。
三太郎（さんたろう）
バトラーズの一員。野球が下手でバットをボールに一回も当てたことがなく、「三振三太郎」と呼ばれている。
純（じゅん）
バトラーズのキャプテンで三太郎の友人。威張り屋だが泣き虫。「三太郎がホームランを打てれば丸坊主にする」と約束を守る（本当に丸坊主にした）など義理堅い面もある。
光太（こうた）
バトラーズの一員で三太郎の友人。肥満体質の少年。
洋（ひろし）
バトラーズの一員で三太郎の友人。眼鏡をかけた出っ歯の少年。アイドル好き。
メガネ君
バトラーズの一員で眼鏡をかけた少年。

### ファイターズ
バトラーズとの試合に勝利し散々馬鹿にして後片付けも押し付けるなどチーム全員がモラルのない嫌味な性格をしている。後に妖怪バットを手にしたバトラーズに完敗してしまう。
慎
ファイターズのキャプテン。

### その他の人間
野球選手
冒頭に登場。本塁打の神様と呼ばれていたが数年前の怪我で不調が続く。知らずに妖怪バットを手にして調子を取り戻すが、代わりに魂を吸い取られ死亡してしまった。
レポーター
テレビのインタビューでバトラーズの取材を行った。

## スタッフ
- 製作：高岩淡（東映）、泊懋（東映動画）
- 企画：清水慎治
- 原作：水木しげる
- 脚本：島田満
- 音楽：和田薫
- 製作担当：目黒宏
- 撮影監督：菅谷信行
- 編集：片桐公一
- 録音：今関種吉
- 美術監督：松宮正純
- 作画監督：窪秀巳
- 監督：佐藤順一
- 原画：阿部隆、石黒育、星川信芳、木下和栄、岩根雅明、高橋英吉、羽山淳一、工藤誉寿治、市川慶一、高木雅之、堀川留子、岩崎由美子、信実節子
- 動画チェッカー：岩崎由美子、福井智子
- 色指定：板坂泰江
- 検査：堀内由美
- 特殊効果：中島正之
- セログラフ：金井八重子
- 音響効果：今野康之
- 録音助手：蔵本貞司
- ネガ編集：福田勝太郎
- 記録：小川真美子
- 助監督：ひろしまひでき
- 製作進行：岡田将介
- 仕上進行：黒田進
- 美術進行：高久博
- プロデューサー補：有原美千子
- 宣伝：大西弘行、相田光江、星玲子、磯部武志
- 宣伝協力：フジテレビ、読売広告社
- 録音スタジオ：タバック、東映東京撮影所
- 現像：東映化学

## キャスト
- 鬼太郎 - 松岡洋子
- 目玉おやじ - 田の中勇
- ねずみ男 - 千葉繁
- 砂かけ婆 - 山本圭子
- ねこ娘 - 西村ちなみ
- 子泣き爺 - 塩屋浩三
- 一反木綿、ぬりかべ - 龍田直樹
- 三太郎 - 日髙のり子
- 純 - くじら
- 光太 - 佐藤智恵
- 洋 - 浦和めぐみ
- 慎 - 高戸靖広
- メガネ君 - 嶋方淳子
- 輪入道 - 岸野幸正
- 風神 - 川津泰彦
- 球妖怪 - 小野坂昌也
- 小豆とぎ - 松尾銀三
- 小豆はかり - 高木渉
- 畑怨霊 - 太田健介

## 主題歌
オープニングテーマ 「ゲゲゲの鬼太郎」
作詞 - 水木しげる / 作曲 - いずみたく  / 編曲・歌 - 憂歌団
エンディングテーマ 「カランコロンのうた」
作詞 - 水木しげる / 作曲 - いずみたく  / 編曲・歌 - 憂歌団

## 妖怪野球チームの変遷
「おばけナイター」は、少年マガジンに掲載された話を原作に、これまで第1,3,4作とアニメ化されているが、妖怪野球チームのメンバーはシリーズごとに異なっている（鬼太郎が投手を務める点のみ全シリーズ共通。原作やアニメ第1作の時点では鬼太郎ファミリーの概念が未確立だったため、その回限りの妖怪も多かった。第3作以降は鬼太郎ファミリーに3～4名の妖怪を加えた編成）。以下の表にて守備配置主体で記す。
| 守備配置等 | 原作                           | アニメ第1作第1話          | アニメ第3作第26話                   | アニメ第4作劇場版第2弾（今作）                              |
| ---------- | ------------------------------ | ------------------------- | ----------------------------------- | ----------------------------------------------------------- |
| 投手       | 鬼太郎                         | 鬼太郎                    | 鬼太郎（打順4）                     | 鬼太郎                                                      |
| 捕手       | （人おおかみ）                 | 牙ぐるい                  | 子泣き爺（打順9）                   | 一反木綿                                                    |
| 一塁手     | （ミイラ男）                   | 野分婆                    | からかさ小僧（打順3）               | 輪入道                                                      |
| 二塁手     | （ウーラ）                     | ろくろ兵衛                | 砂かけ婆（打順2）                   | 傘化け                                                      |
| 三塁手     | （フランケンシュタイン）       | 土左衛門                  | 猫娘（打順1）                       | 小豆とぎ                                                    |
| 遊撃手     | （土転び）                     | 長広舌                    | がんぎ小僧（打順7）                 | 子泣き爺                                                    |
| 左翼手     | マンモス男 （マンモス ケジラ） | のたり坊                  | ぬりかべ（打順6）                   | 猫娘                                                        |
| 中堅手     | （磯女）                       | むく邪羅                  | だるま（打順5）                     | 風神                                                        |
| 右翼手     | ねずみ男                       | 赤ん平                    | 一反木綿（打順8）                   | 砂かけ婆                                                    |
| 代打       | ―                              | ―                         | ねずみ男                            | ぬりかべ                                                    |
| 審判       | （百目の親方）                 | 地魅                      | マンモス男                          | 球妖怪                                                      |
| その他     | ―                              | 応援 - 百目の子、つるべ火 | 実況 - 天童ユメコ 解説 - 目玉おやじ | 妖怪チーム監督 - 目玉おやじ チームバトラーズ監督 - ねずみ男 |

## 同時上映
- 地獄先生ぬ〜べ〜 午前零時ぬ〜べ〜死す!
- 花より男子

## ネット配信
- 2018年4月1日よりテレビアニメ第6シリーズが開始するのを記念して、同年3月23日から同年5月14日までYouTubeの「東映アニメーション創立60周年公式YouTubeチャンネル」から本作が配信された。